# Bernate Ticino
Bernate Ticino es una localidad italiana de la provincia de Milán, región de Lombardía, con 2.939 habitantes.

## Evolución demográfica
| Gráfica de evolución demográfica de Bernate Ticino entre 1861 y 2001 |
|                                                                      |
| Fuente ISTAT - elaboración gráfica de Wikipedia                      |